# Ягуар живий!
Ягуар живий! (англ. Jaguar Lives!) — бойовик 1979 року.

## Сюжет
Найбільший у світі наркоторговець Адам Кейн має намір об'єднати всі наркокартелі і керувати ними. Знайти невловимого наркокороля і зруйнувати його плани повинен спецагент Джонатан Кросс, якого називають Ягуаром.

## У ролях
| Актор              | Роль              |
| ------------------ | ----------------- |
| Джо Льюїс          | Джонатан Крос     |
| Крістофер Лі       | Адам Кейн         |
| Дональд Плісенс    | генерал Вілланова |
| Барбара Бах        | Анна Томпсон      |
| Капучіне           | Зіна Ванакоре     |
| Джозеф Вайсман     | Бен Ашир          |
| Вуді Строуд        | Сенсей            |
| Джон Х'юстон       | Ральф Річардс     |
| Гебріел Мельгар    | Ахмед             |
| Ентоні Де Лонгіс   | Брет Барретт      |
| Селлі Фолкнер      | Террі             |
| Гейл Грейнджер     | Консуела          |
| Ентоні Хітон       | Коблінц           |
| Луїс Прендес       | Габіш             |
| Симон Андреу       | Петрі             |
| Джеймс Смайлі      | Рірдон            |
| Оскар Джеймс       | Коллінз           |
| Рей Джеверс        | Джессуп           |
| Ральф Орвілл Браун | Логан             |
| Федра Лоренте      | Ангела            |